# Дурата Дора
Дурата Дора (алб. Dhurata Dora; (24 грудня 1992 , Нюрнберг, Баварія )) — косоварська співачка і авторка пісень.

## Біографія та музична кар'єра
Дурата Дора народилася 24 грудня 1992 року в албанській родині в Нюрнберзі (Баварія, Німеччина). Вона навчалася в початковій школі в німецькому місті Фюрті і почала співати замолоду, взявши псевдонім Дурата Дора. Її музична кар'єра стартувала в Косово, де в 2011 році вийшов її перший сингл і музичне відео «Vete kërkove». Після успіху дебютного синглу в 2012 році вийшов її спільний з косовським музикантом і продюсером Доном Арбасом «Get Down». Пісня виявилася ще популярнішою, ніж «Vete kërkove». Наступного року вийшов сингл «I Like Dat», а влітку того ж року з'явився хіт «Edhe Pak», створений у співпраці з Blunt & Real і Lumi B.
У листопаді 2014 року вийшов сингл Дори «A bombi». Навесні 2015 року вона почала працювати з продюсерською компанією Max Production Albania. У квітні 2019 року у співпраці з алжирським репером Soolking вийшов сингл «Zemër», що зібрав понад 500 мільйонів переглядів на YouTube. Сингл досяг першого місця в Албанії і потрапив в музичні чарти Бельгії, Швейцарії і Франції, де був сертифікований платиновим Національним синдикатом фонографии (SNEP). У лютому 2020 року Дора у співпраці з німецько-албанським репером Азетом випустила німецькомовний сингл «Lass los».

## Дискографія

### Міні-альбоми
- A Bombi (2016)

### Сингли

#### Провідна виконавиця
| Назва                                                                      | Рік  | Найвища позиція в чартах | Найвища позиція в чартах | Найвища позиція в чартах | Найвища позиція в чартах | Найвища позиція в чартах | Найвища позиція в чартах | Сертифікації              | Альбом              |
| Назва                                                                      | Рік  | Албанія АЛБ              | Австрія АВС              | Бельгія БЕЛ (Ва)         | Німеччина ГЕР            | Франція ФРА              | Швейцарія ШВА            | Сертифікації              | Альбом              |
| -------------------------------------------------------------------------- | ---- | ------------------------ | ------------------------ | ------------------------ | ------------------------ | ------------------------ | ------------------------ | ------------------------- | ------------------- |
| «Vetë kërkove»                                                             | 2011 | Н/Д                      | —                        | —                        | —                        | —                        | —                        | —                         | Позаальбомний сингл |
| «Get Down» (разом з Don Arbas)                                             | 2012 | Н/Д                      | —                        | —                        | —                        | —                        | —                        | —                         | Позаальбомний сингл |
| «I Like Dat»                                                               | 2013 | Н/Д                      | —                        | —                        | —                        | —                        | —                        | —                         | A Bombi             |
| «Roll» (разом з Young Zerka)                                               | 2014 | Н/Д                      | —                        | —                        | —                        | —                        | —                        | —                         | A Bombi             |
| «A Bombi» (разом з Young Zerka)                                            | 2014 | Н/Д                      | —                        | —                        | —                        | —                        | —                        | —                         | A Bombi             |
| «Ti don»                                                                   | 2015 | Н/Д                      | —                        | —                        | —                        | —                        | —                        | —                         | A Bombi             |
| «Shumë on»                                                                 | 2015 | Н/Д                      | —                        | —                        | —                        | —                        | —                        | —                         | A Bombi             |
| «Numrin e ri»                                                              | 2016 | 5                        | —                        | —                        | —                        | —                        | —                        | —                         | A Bombi             |
| «Vec ty»                                                                   | 2016 | 16                       | —                        | —                        | —                        | —                        | —                        | —                         | Позаальбомний сингл |
| «Ayo»                                                                      | 2016 | 1                        | —                        | —                        | —                        | —                        | —                        | —                         | Позаальбомний сингл |
| «Simpatia» (разом з Lumi B)                                                | 2017 | 6                        | —                        | —                        | —                        | —                        | —                        | —                         | Позаальбомний сингл |
| «Bubble»                                                                   | 2017 | 16                       | —                        | —                        | —                        | —                        | —                        | —                         | Позаальбомний сингл |
| «Kesh Kesh»                                                                | 2017 | 5                        | —                        | —                        | —                        | —                        | —                        | —                         | Позаальбомний сингл |
| «Trëndafil» (разом з Flori Mumajesi)                                       | 2018 | 1                        | —                        | —                        | —                        | —                        | —                        | —                         | Позаальбомний сингл |
| «Jake Jake»                                                                | 2018 | 8                        | —                        | —                        | —                        | —                        | —                        | —                         | Позаальбомний сингл |
| «Qikat e mia»                                                              | 2018 | 17                       | —                        | —                        | —                        | —                        | —                        | —                         | Позаальбомний сингл |
| «Zemër» (разом з Soolking)                                                 | 2019 | 1                        | —                        | 6                        | —                        | 21                       | 13                       | - Франція ФРА: Платиновий | Позаальбомний сингл |
| «100 Shkallë» (за участі Big Bang)                                         | 2019 | —                        | —                        | —                        | —                        | —                        | —                        | —                         | Позаальбомний сингл |
| «Lass los» (за участі Азета)                                               | 2020 | 24                       | 10                       | —                        | 10                       | —                        | 4                        | —                         | Позаальбомний сингл |
| «Ferrari»                                                                  | 2020 | —                        | —                        | —                        | —                        | —                        | —                        | —                         | Позаальбомний сингл |
| «Fajet» (with Azet)                                                        | 2020 | 1                        | 37                       | —                        | 32                       | —                        | 8                        | —                         | Позаальбомний сингл |
| «Harrom»                                                                   | 2020 | —                        | —                        | —                        | —                        | —                        | 81                       | —                         | Позаальбомний сингл |
| «—» позначає запис, який не потрапив до чарту або не виходив в цій країні. |      |                          |                          |                          |                          |                          |                          |                           |                     |

#### Запрошена виконавиця
| «Bongo» (Capital T за участі Дурати Дори)                                | 2016 | 3 | Позаальбомний сингл |
| «Te Quiero» (Maître Gims за участі DJ Assad та Дурати Дори)              | 2019 | — | Le Fléau            |
| «—» означає запис, яка не потрапила в чарт або не виходила в цій країні. |      |   |                     |